# Oleh Opryshko
Oleh Opryshko (né le 16 juillet 1986) est un coureur cycliste ukrainien. Il compte une victoire à son palmarès : la dixième étape du Tour de l'Avenir 2007.

## Palmarès et classements mondiaux

### Palmarès
- 2007
  - 10e étape du Tour de l'Avenir
- 2008
  - 3e du Grand Prix de la ville de Felino

### Classements mondiaux
| Année           | 2007 | 2008 |
| --------------- | ---- | ---- |
| UCI Europe Tour | 967e | 711e |